# 圣马克迪科尔
圣马克迪科尔（法語：Saint-Marc-du-Cor，法語發音：[sɛ̃ maʁk dy kɔʁ]）是法国卢瓦-谢尔省的一个市镇，属于旺多姆区。

## 地理
圣马克迪科尔（47°58'16"N, 0°57'12"E）面积13.09 平方千米，位于法国中央-卢瓦尔河谷大区卢瓦-谢尔省，该省份为法国中北部省份，北起厄尔-卢瓦省，东北接卢瓦雷省，东南接谢尔省，南至安德尔省，西南接安德尔-卢瓦尔省，西北接萨尔特省。
与圣马克迪科尔接壤的市镇（或旧市镇、城区）包括：博谢讷、拉沙佩勒维孔泰斯、舒村、罗米伊、勒唐普勒。

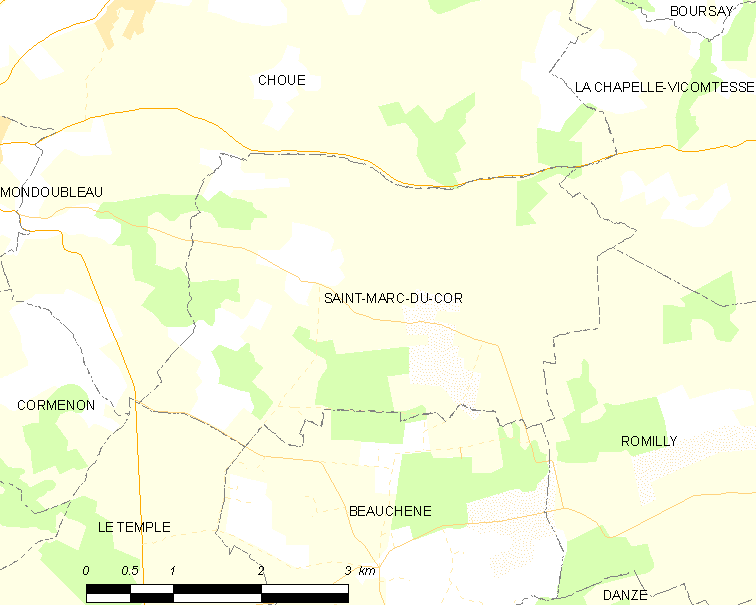
圣马克迪科尔的OSM定位图

圣马克迪科尔的时区为UTC+01:00、UTC+02:00（夏令时）。

## 行政
圣马克迪科尔的邮政编码为41170，INSEE市镇编码为41224。

## 政治
圣马克迪科尔所属的省级选区为佩尔什县。

## 人口

1962-2008年间圣马克迪科尔人口变化图示

圣马克迪科尔于2022年1月1日时的人口数量为183人。